# Понятовский, Юзеф Михаил
Князь Юзеф Михал Понятовский ди Монте-Ротондо (пол. Józef Michał Poniatowski di Monte Rotondo; 24 июля 1814, Рим — 3 июля 1873, Лондон) — польский композитор, певец и дипломат.

## Биография
Представитель польского дворянского рода Понятовских герба «Циолек». Младший внебрачный сын подскарбия великого литовского, князя Станислава Понятовского (1754—1833) и итальянки Кассандры Лучи (1785—1866).
Получил образование во Флоренции, с юности увлекался музыкой и пением, у него был отличный тенор. В 1847 году принял тосканское подданство и получил от великого герцога тосканского Леопольда II титул князя ди Монте-Ротондо. В 1850 году получил титул князя Австрийской империи.
Во время революции в Италии дважды избирался в депутатом в парламент Флоренции. С декабря 1849 года — посол Тосканы в Брюсселе, в 1850—1853 годах — в Лондоне. В 1854 году в Париже получил от французского императора Наполеона III Бонапарта должность сенатора Французской империи, и несколько лет участвовал во французских дипломатических миссиях.
В 1871—1873 годах князь Юзеф Михал Понятовский сопровождал императора Наполеона III во время его эмиграции в Англии.
Автор ряда театральных опер:
- Giovanni da Procida (1840, Лукка),
- Don Desiderio (1840, Пиза, 1858 Париж) — комическая драма, по Жану Жиро.
- Ruy-Blas (1843, Лукка)
- Bonifazio de' Geremei (1843, Рим)
- La sposa d’Abido (1846, Венеция)
- Malek Adhel (1846, Генуя)
- Esmeralda (1847, Флоренция)
- Pierre de Medicis (1860, Париж)
- Au travers du mur (1861, Париж)
- L’Aventurier (1865, Париж)
- La Contessina (1868, Париж)
- Gelmina (1872, Лондон)

В 1834 году во Флоренции женился на Матильде Перотти (1814—1875), от брака с которой имел единственного сына:
- Юзеф Станислав Понятовский (1835—1908)